# Công ước Liên Hợp Quốc về Hợp đồng mua bán hàng hóa quốc tế
Công ước Liên Hợp Quốc về Hợp đồng mua bán hàng hóa quốc tế (CISG, Công ước Viên 1980) là một hiệp ước quy định một luật mua bán hàng hóa quốc tế thống nhất. Tính đến năm 2019, nó đã được phê chuẩn bởi 93 quốc gia chiếm một tỷ lệ đáng kể trong hoạt động thương mại thế giới, làm cho nó trở thành một trong những pháp luật quốc tế thống nhất thành công nhất. Benin là nhà nước gần đây nhất phê chuẩn công ước này.
CISG cho phép nhà xuất khẩu tránh vấn đề lựa chọn pháp luật, CISG cung cấp "chấp nhận các quy tắc nội dung mà các bên ký kết hợp đồng, tòa án, và trọng tài viên có thể dựa vào".
CISG được phát triển bởi Ủy ban Liên Hợp Quốc về Luật Thương mại quốc tế (UNCITRAL), và đã được ký kết tại Viên vào năm 1980. CISG đôi khi được gọi là Công ước Vienna (tránh nhầm lẫn với các điều ước khác được ký kết tại Vienna). Nó có hiệu lực như một hiệp ước đa phương vào ngày 1 tháng 1 năm 1988, sau khi được phê chuẩn bởi 11 quốc gia. CISG đã được coi như là một thành công cho UNCITRAL, do kể từ đó bản công ước đã được chấp nhận bởi các quốc gia ở nhiều khu vực địa lý khác nhau, mỗi giai đoạn phát triển kinh tế và tất cả các hệ thống pháp luật, xã hội và kinh tế lớn ". Các nước đã phê chuẩn CISG được đề cập trong hiệp ước là" Các quốc gia ký kết ". Trừ khi bị loại trừ bởi các điều khoản thể hiện của một hợp đồng, CISG được coi là được kết hợp vào (và thay thế) bất kỳ pháp luật trong nước nào nếu không áp dụng liên quan đến một giao dịch hàng hoá giữa các bên tham gia từ các quốc gia ký kết khác nhau. Trong số các công ước của pháp luật thống nhất, CISG đã được mô tả là có "ảnh hưởng lớn nhất đối với pháp luật về thương mại xuyên biên giới trên toàn thế giới".
CISG đã được mô tả như là một thành tựu lập pháp tuyệt vời, và "tài liệu quốc tế thành công nhất cho đến nay" về luật mua bán hàng hóa quốc tế thống nhất, một phần do tính linh hoạt của nó cho phép các quốc gia ký kết các tùy chọn ngoại lệ đối với một số điều khoản nhất định. Sự linh hoạt này là đã giúp cho việc thuyết phục các quốc gia với truyền thống pháp lý khác nhau đăng ký một quy định thống nhất khác. Một số nước đã ký kết các CISG đã tuyên bố và dành riêng một số điều khoản thuộc phạm vi của công ước này, mặc dù đại đa số - 55 trong số 76 quốc gia ký kết hiện nay - đã chọn tham gia Công ước mà không có bất kỳ điều khoản dành riêng nào.

## Các quốc gia đã phê chuẩn
Thời điểm năm 2018
- Albania
- Argentina
- Armenia
- Úc
- Áo
- Azerbaijan
- Bahrain
- Belarus
- Bỉ
- Bénin
- Bosna và Hercegovina
- Brasil
- Bulgaria
- Burundi
- Cameroon
- Canada
- Chile
- Trung Quốc
- Colombia
- Cộng hòa Congo
- Costa Rica
- Croatia
- Cuba
- Cộng hòa Síp
- Cộng hòa Séc

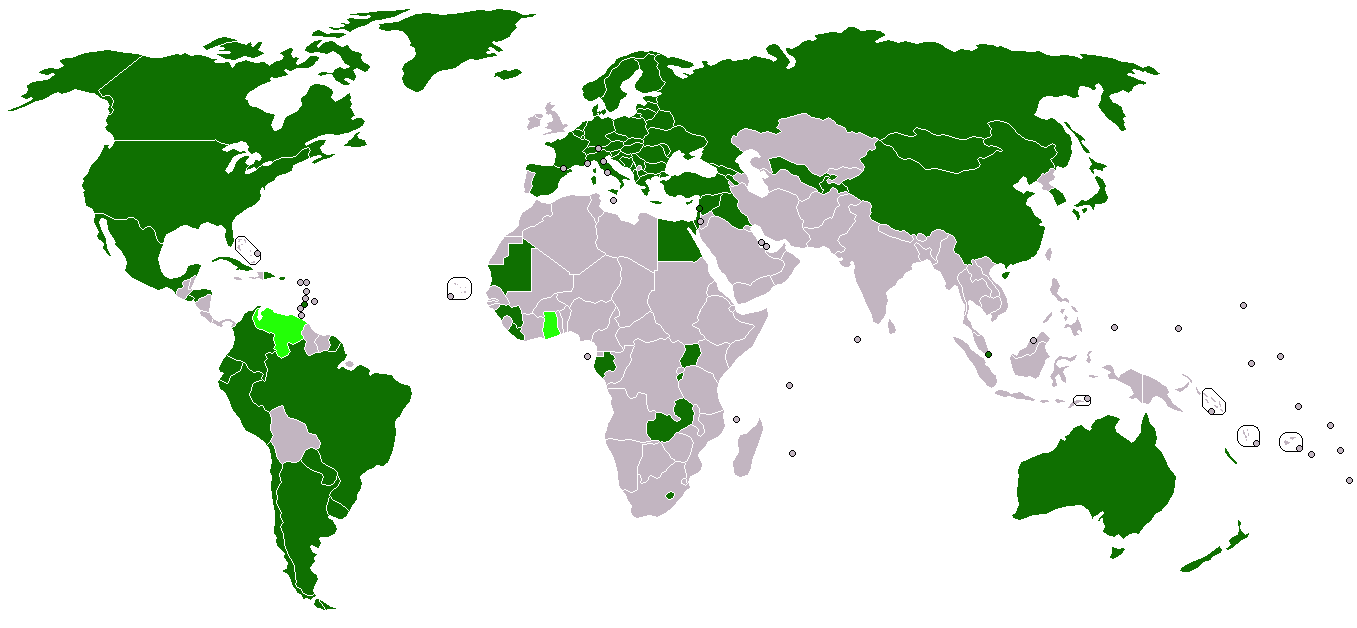
đã phê chuẩn
đã ký nhưng chưa phê chuẩn

- Cộng hòa Dân chủ Nhân dân Triều Tiên
- Đan Mạch
- Cộng hòa Dominica
- Ecuador
- Ai Cập
- El Salvador
- Estonia
- Fiji
- Phần Lan
- Pháp
- Gabon
- Gruzia
- Đức
- Hy Lạp
- Guinée
- Guyana
- Honduras
- Hungary
- Iceland
- Iraq
- Israel
- Ý
- Nhật Bản
- Kyrgyzstan
- Latvia
- Liban
- Lesotho
- Liberia
- Liechtenstein
- Litva
- Luxembourg
- Madagascar
- Mauritanie
- México
- Moldova
- Mông Cổ
- Montenegro
- Vương quốc Hà Lan (gồm cả Aruba)
- New Zealand
- Na Uy
- Pakistan
- Nhà nước Palestine
- Paraguay
- Peru
- Ba Lan
- Hàn Quốc
- România
- Nga
- Saint Vincent và Grenadines
- San Marino
- Serbia
- Singapore
- Slovakia
- Slovenia
- Tây Ban Nha
- Thụy Điển
- Thụy Sĩ
- Syria
- Bắc Macedonia
- Thổ Nhĩ Kỳ
- Uganda
- Ukraina
- Hoa Kỳ
- Uruguay
- Uzbekistan
- Việt Nam
- Zambia